# Khachö Wangpo
Khachö Wangpo (1350 – 1er septembre 1405) est Le deuxième shamarpa, un lama de l'école Karma Kagyu du bouddhisme tibétain. 

## Biographie
Khachö Wangpo reconnu par Rolpe Dorje, le 4e karmapa, comme la deuxième incarnation de Khaydrup Dragpa Senge, le premier shamarpa.
Il est né à Chema-lung Namshung, au nord du Tibet, l'année du Tigre. Déjà dans sa jeunesse, il a eu de nombreuses visions spontanées. À l'âge de sept ans, il rencontre le 4e karmapa, devant lequel il prononce les vœux d'upasaka et de bodhisattva. Il reçut également de lui la transmission de la Voie du Diamant (vajrayana), du mahamudra, des six yogas de Naropa et la transmission orale de la lignée Kagyu. Il a également étudié les sutras et les tantras avec de nombreux grands maîtres Kagyu et Nyingma.
Le 4e karmapa lui remit la Couronne Rouge Rubis cérémoniale, et après sa mort, Khachö Wangpo devint le détenteur de la lignée et poursuivit son activité jusqu'à l'intronisation de Deshin Shekpa comme 5e karmapa.
Khachö Wangpo a été l’un des premiers enseignants à consigner sur papier certains de ses enseignements clés. Toutes ses œuvres sont contenues dans un total de 8 volumes. La moitié seulement nous est parvenue. 
Il est décédé à l'âge de 55 ans, selon l'astrologie tibétaine, l'année du Coq de Bois, accompagné de nombreux signes de réalisation spirituelle.
Parmi les nombreux disciples, le plus important était Sokwon Rikpe Raldri, qui devint plus tard le principal enseignant du 6e karmapa Thongwa Dhonden. Il a également transmis tous les enseignements Kagyu au 5e karmapa.
Un thangka décrit l'expédition de Kachö Wangpo vers un groupe de huit montagnes, Namlha Gye Kang Gi Rawa, accompagné de deux étudiants. Au pied des montagnes, Kachö Wangpo effectue une offrande de « khandro chitor » suivie d'un rituel d'offrande de fumée « sang ». Il compose alors spontanément une nouvelle liturgie d'offrande - encore utilisée aujourd'hui. Tseringma, une des « cinq sœurs de longue vie » (tibétain : ཚེ་རིང་མཆེད་ལྔ, Wylie : tshe ring mched lnga, THL : Tsering Chenga), déesse de la montagne et protectrice du bouddhisme liée à la tradition karma-kagyu, fut satisfaite de l'offrande et apparut aux trois lamas.

## Texte sur la vie de Milarépa
Khachö Wangpo  a notamment écrit Clouds of Blessings (Nuages de bénédictions), un récit de la vie de Milarépa. Une comparaison avec ‘’A River of Blessings’’ montre qu’il existe des passages similaires à Clouds of Blessings, mais suggère que Clouds of Blessings est un texte antérieur. La version de Tsangnyön Heruka est proche de Clouds of Blessings, mais l'élargit considérablement. Shamarpa s’est basé vraisemblablement sur des passages du texte de Donmo Ripa, soit directement à partir de ce texte, soit en utilisant The Dark Treasury comme intermédiaire. 